# Philadelphia Chinatown
Philadelphia Chinatown of Philly Chinatown is de Chinese buurt van Philadelphia (Pennsylvania). De buurt ligt in het stadscentrum van de stad. De buurt ontwikkelde zich eind 19e eeuw tot een centrum voor Chinese Amerikanen. Toentertijd waren er vele Chinese wasserijen. De eerste werd in 1871 aan de Race Street geopend.
Chinees nieuwjaar werd in 1960 voor het eerst uitbundig gevierd. In 1968 werd de Philadelphia Chinatown Development Corporation  opgericht om de lokale ondernemers te verenigen. 
In de Chinese buurt zijn Chinese winkels, Chinese bakkerijen, Aziatische supermarkten, Chinese restaurants, Chinese boeddhistische tempels en Chineestalige kerken te vinden.

## Faciliteiten
- Philadelphia Holy Redeemer Chinese Catholic Church and School
- Chinese Christian Church and Center
- Chinese Gospel Church
- Fo Shoutempel
- Pu-men Temple
- Chua Quan Am
- Philadelphia Chinese Benevolent Association
- Chinese Cultural and Community Center
- Philadelphia Dragon Club
- On Lok House, Chinese bejaardentehuis